# Artificialisme
L'artificialisme est une démarche qui attribue l'existence des éléments et autres phénomènes naturels à l'action d'un être humain ou d'un être imaginaire qui agit comme un humain. 
Il peut aussi s'agir d'une théorie de la conception qui indique que les créations doivent être volontaires.

## L'artificialisme enfantin
Jean Piaget a mis en avant ce concept lorsqu'il parle de la représentation du monde chez l'enfant. Pour lui les enfants de 5 à 10 ans ont tendance à attribuer l'origine des choses à la fabrication humaine ou à un être avec des capacités similaires. On peut voir ce phénomène à travers leurs questions : "Maman, qui a fait les nuages?". On retrouve ici l'idée qu'il y a quelqu'un qui a fait (fabriqué) quelque chose qui est en réalité un phénomène naturel.